# Neil Harbisson

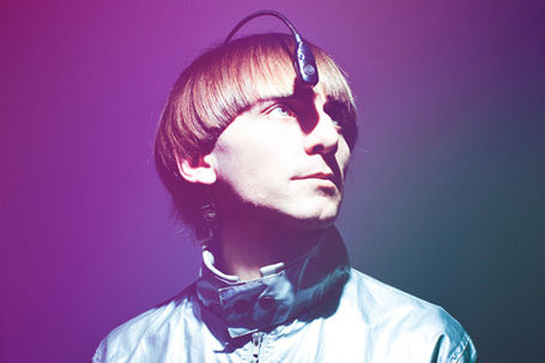
Neil Harbisson

Neil Harbisson, född 27 juli 1984, är en brittisk avantgardistisk konstnär och cyborg-aktivist. Han är mest känd för att vara den första personen i världen med en implanterad antenn i sin skalle och för att officiellt vara erkänd som en cyborg av en regering. Hans antenn använder hörbara vibrationer i skallen för att skicka information till honom. Detta omfattar mätningar av elektromagnetisk strålning, telefonsamtal, musik, liksom video eller bilder som översätts till ljud. Harbissons wifi-aktiverade antenn gör det också möjligt för honom att ta emot signaler och data från satelliter. 
Sedan 2004 har internationell media beskrivit Harbisson som världens första cyborg eller världens första cyborgartist eftersom han uttrycker sig konstnärligt genom en ny känsla som skapats genom symbiosen mellan cybernetik och hans hjärna. År 2010 var han med och grundade Cyborg Foundation, en internationell organisation som hjälper människor att bli cyborger och främjar cyborgism som en konströrelse.